# Mule (adelsslægt)
Mule er en uddød dansk uradelsslægt, der nedstammede fra borgmester i Odense Hans Mule, som blev adlet 18. august 1444, idet der tillagdes ham en halv sølv ulv i rødt skjold og samme mærke på hjelmen. Hans efterkommere var nøje knyttede til Odense, hvor adskillige af dem var borgmestre og rådmænd. Slægten stod i øvrigt på grænsen mellem adelen og borgerstanden. En sønnesøns søn, Hans Mule (død 1524), høvedsmand på Akershus og biskop i Oslo, var berygtet for sit uordentlige levned og sit voldsherredømme i det sydlige Norge efter Christian IIs flugt. Hans brodersøn, borgmester i Odense Hans Mule (død 1602), blev stamfader for den nyere slægt, af hvilken Højesteretsassessor Willum Mule, der var barnløs, 15. juni 1679 fik kgl. fornyelse af sit adelskab med et forbedret våben. Sidstnævntes fætter, Højesteretsassessor Hans Mule (1605-1669), samlede et stort bibliotek, som han testamenterede til Universitetsbiblioteket. En anden fætter var fader til krigssekretær, württembergsk kammerråd Rasmus Mule (1649-1720), hvis testamente i 1720 stiftede tre kateketiske skoler i Odense, som udover betalende elever også udbød fripladser til flittige men uformuende drenge. De tre skolers eksistens understøttedes efterfølgende af legater fra Rasmus Mules fætter, professor Erik Mule, og Anne Bircherod Mule, og skolerne samledes endeligt til Mulernes Legatskole i 1874, som derefter udgjorde en af Odenses tre højere læreanstalter.
Slægten uddøde vistnok med justitsråd Michel Johannes Mule til Serridslevgård (død 1772). Navnet optoges imidlertid af provst, sognepræst til Broby, Mikkel Hansens børn i ægteskab med Karen Mule (død 1663).

## Væsentlige personer af slægten
- Carl Lauritz Emil Mule (1818-1902) – præst
- Caspar Mule (død 1581) – prælat
- Erik Mule (1669-1751) – professor
- Hans Mule (død 1524) – biskop
- Hans Mule (1605-1669) – assessor
- Hans Mikkelsen Mule (1650-1712) – læge
- Jens Mule (1564-1633) – læge
- Ulrik Christian Mule (1775-1860) – præst, historisk forfatter